# نعوم تشومسكي
أفرام نعوم تُشُومِسْكِي  (Avram Noam Chomsky) (بالعبرية: נֹעַם نُوعَم) (ولد في 7 ديسمبر 1928 فيلادلفيا، بنسلفانيا) هو أستاذ لسانيات وفيلسوف أمريكي  وأيضًا عالمٌ إدراكيٍ وعالمُ منطقٍ  ومؤرخ وناقد وناشط سياسي. يعمل تشومسكي أستاذًا فخريًا في اللسانيات في قسم اللسانيات والفلسفة في معهد ماساتشوستس للتكنولوجيا التي عمل فيها لأكثر من 50 عام. كذلك كتب تشومسكي عن الحروب والسياسة ووسائل الإعلام وهو مؤلِّف لأكثر من 100 كتاب. وفقاً لقائمة الإحالات في الفن والعلوم الإنسانية لعام 1992، فقد استُشْهِدَ بتشومسكي مرجِعًا أكثر من أي عالم حي في الفترة الممتدة من 1980 حتى 1992، كما صُنف في المرتبة الثامنة لأكثر المراجع التي يُستشهَد بها على الإطلاق في قائمةٍ تضم الكتاب المقدس وكارل ماركس وغيرهم. كذلك وُصف تشومسكي بالشخصية الثقافية البارزة، إذ صُوِّت له بوَسم «أبرز مثقفي العالم» في استطلاع للرأي عام 2005.
ويوصف تشومسكي أيضاً بأنه «أب علم اللسانيات الحديث»  كذلك يُعد شخصية رئيسية في الفلسفة التحليلية. أثر عمله على مجالات عديدة كعلوم الحاسب والرياضيات وعلم النفس. كذلك يعود إليه تأسيس نظرية النحو التوليدي، والتي كثيراً ما تُعتبر أهم إسهام في مجال اللسانيات النظرية في القرن العشرين. وأيضًا كذلك فضل تأسيس ما أصبح يُعرف بـ «تراتب تشومسكي» ونظرية النحو الكلي ونظرية تشومسكي-شوتزنبرقر.
وبعد نشر كتابه الأول في اللسانيات أصبح تشومسكي ناقد بارز في الحرب الفيتنامية ومنذ ذلك الوقت استمر في نشر كتبه النقدية في السياسة. اشتهر بنقده للسياسة الخارجية للولايات المتحدة  ورأسمالية الدولة  ووسائل الإعلام الإخبارية العامة. وشمل كتاب «صناعة الإذعان: الاقتصاد السياسي لوسائل الإعلام الجماهيرية» (1988) على انتقاداته لوسائل الإعلام، والذي تشارك في كتابته مع إدوارد هيرمان وهو عبارة عن تحليل يبلور نظرية لنموذج البروباغندا لدراسة وسائل الإعلام. ويصف تشومسكي آراءه بأنها «تقليدية لاسلطوية إلى حد ما تعود أصولها لعصر التنوير والليبرالية الكلاسيكية»  بعض الأحيان يتم تعريفه مع النقابية اللاسلطوية والاشتراكية التحررية. كما يُعتبر كذلك منظراً رئيسياً للجناح اليساري في السياسة الأمريكية.

## السيرة

### طفولته:1928-45
وُلد أفرام نعوم تشومسكي في السابع من ديسمبر لعام 1928 في حي اوك لين الشرقي من فيلادلفيا، بنسلفانيا. والده الدكتور ويليام زيف تشومسكي (1896-1977) ولد في أوكرانيا والتي كانت جزء من الامبراطورية الروسية ولكنه هاجر للولايات المتحدة في عام 1913 لتجنب التجنيد في الجيش. وهناك بدأ عمله في متجر للحلويات في بالتيمور، ماريلاند قبل أن يتوظف كمعلم في مدرسة ابتدائية في هيبرو مستخدما ماله ليمول لدراسته في جامعة جون هوبكينز. تزوج من إلسي سيمونفسكي وهي من مواليد مايدعى اليوم ببيلاروسيا -روسيا البيضاء- ولكنها نشأت في الولايات المتحدة ومن ثم انتقلا إلى فيلادلفيا حيث بدءا هناك التدريس في مدرسة دينية يهودية، وترقى ويليام في وظيفته حتى منح منصب المدير هناك. وفي عام 1924 تم تعيينه في كلية غراتز والتي تعد أقدم مؤسسة لتدريب المعلمين في البلاد حيث بدأ كرئيس لهيئة التدريس في عام 1932. وبدأ أيضا في تقديم دورات للتدريس في كلية دروبسي في عام 1955. وقد كان منشغلاً بشكل مستقل في بحثه حول العبرية في القرون الوسطى وفي نهاية المطاف قام بتأليف سلسلة من الكتب عن هذه اللغة: «كيفية تعليم اللغة العبرية في الصفوف الابتدائية» (1946)، «العبرية قصة لغة حية» (1947)، «العبرية اللغة الخالدة» (1957)، «التعليم والتعلم» (1959) إضافة إلى نسخة منقحة من «قواعد العبرية» لديفيد كيمنس (1952). ركز ويليام تشومسكي -والذي وُصف كشخصية دافئة ولطيفة وفردية- على أهمية توعية الناس «ليصبحوا متكاملين وأحرار ومستقلين في تفكيرهم وتواقين لجعل الحياة أكثر معنى وجديرة للعيش للجميع» وهي آراء سيتبناها ابنه لاحقاً.
كان نعوم الابن الأول للعائلة فقد ولد أخيه الأصغر ديفيد إلي تشومسكي بعده بخمس أعوام. بقي الإخوان مقربين على الرغم من أن ديفيد كان ذو شخصية سهلة نوعاً ما على العكس من نعوم الذي كانت شخصيته تنافسية للغاية. كانت اللغة الأولى للعائلة هي اليديشية ولكن كان الحديث بها يعد من المحرمات على حد قول تشومسكي. . كانت إلسي تتحدث الإنجليزية بلكنة نيويورك على العكس من زوجها. نشأ الأخوان في بيئة يهودية وقد تعلموا اللغة العبرية وكانوا يتناقشون بانتظام حول نظريات الصهيونية السياسية وقد تأثرت العائلة بشكل خاص بكتابات اليساري الصهيوني آحاد هعام (1856-1927). ولأنه نشأ يهودياً فقد عانى تشومسكي من معاداة السامية حين كان طفلاً وخاصة من المجتمعات الأيرلندية الألمانية التي كانت تعيش في فيلادلفيا ومازال يتذكر حفلة البيرة للألمان احتفالا بسقوط باريس على يد النازيين.
وصف تشومسكي والديه بأنهما «ديموقراطين روزفلتيين طبيعين» تبنوا الموقف اليساري المتوسط على الساحة السياسية ولكنه تعرض لليسار المتطرف من خلال أفراد عائلته الآخرين وكان عدد منهم اشتراكيين مشاركين في النقابة الدولية للسيدات العاملات لصناعة الملابس. وتأثر بشكل عظيم بعمه الذي وبرغم انه لم يكمل المرحلة الرابعة إلا أنه كان يمتلك كشك صحف في مدينة نيويورك حيث كان اليهود اليسارين يحضرون لنقاش قضايا الساعة. وكلما زار عائلته في المدينة كان تشومسكي يتردد للمكتبات الأناركية واليسارية وأصبح قارئاً نهماً للأدب السياسي. ووصف لاحقاً اكتشافه للأناركية «كحادثة محظوظة» بشكل أتيح له ليصبح ناقداً للأيدولوجيات اليسارية الراديكالية الأخرى وخصوصاً الماركسية اللينينة والتي تؤمن بأن الطريق إلى مجتمع قائم على المساواة تكمن في السيطرة على حزب الطليعة.
وحصل تشومسكي على تعليمه الأساسي من مدرسة أوك لين كونتري دي وهي مؤسسة مستقلة تركز على السماح لطلابها للبحث عن اهتماماتهم في جو غير تنافسي. وقد كتب هناك مقالته الأولى في سن العاشرة عن انتشار الفاشية بعد سقوط برشلونة في الحرب الأهلية الأسبانية. ومن سن الثانية عشر أو الثالثة عشر عُرف تشومسكي بشكل تام مع السياسة الأناركية. وانتقل في سن الثانية عشر للمدرسة الثانوية في سنترال فيلاديفيا وهناك انضم لنوادي ومجتمعات مختلفة ولكنه كان منزعج من أسلوب التدريس الهرمي والصارم المستخدم هناك.

### الجامعة: 1945-55
| |  |  |
| ترك الآناركي النقابي رودولف روكر (يمين) والاشتراكي الديمقراطي جورج أورويل (يسار)، على حد سواء، تأثيرات قوية على تشومسكي وهو في شبابه. فاقتنع بفكرة أن المجتمعات الأناركية النقابية ممكنة ومرغوب فيها. |  |  |

بدأ تشومسكي دراسة الفلسفة واللسانيات في جامعة بنسيلفينيا في عام 1945 بعد تخرجه من مدرسة سنترال الثانوية في فيلادلفيا. وقد حضر هناك دروس متعددة لفلاسفة مثل وست تشرجمان ونيلسون قودمان وأستاد اللسانيات زيليج هاريس. ومن خلال دراسته لدى هاريس اكتشف التحولات كتحليل رياضي لبنية اللغة (حيث تكون المخططات من جهة فرعية واحدة إلى أخرى في نفس المجموعة من الجمل). وأشار تشومسكي لقواعد الصيغ الصرفية في أطروحته للماجستير في عام 1951 بعنوان «الصيغ الصرفية في العبرية» حول التحولات تبعاً لمفهوم كارناب لقواعد التحولات في عام 1938 مقابل قواعد التكوين وتبعاً لذلك إعادة تفسير مفهوم التحولات النحوية بطريقة مختلفة عن هاريس حين تكون عمليات الإنتاج في النحو المستقل context - free grammer المستمدة من أنظمة بوست للإنتاج. وكان لآفكار هاريس السياسية دور فعال في تشكيل آراء تشومسكي. حصل تشومسكي على درجة البكالوريس في عام 1949 والماجستير في عام 1951.
وخلال زياراته لمدينة نيويورك كان تشومسكي يتردد لمكتب الصحيفة الأناركية للغة اليديشية Freie Arbeiter Stimme ليصبح مفتوناً بأحد مساهميها وهو النقابي الأناركي لرودولف روكر (1873-1958). ولاحظ تشومسكي لاحقاً أن أعمال روكر هي من هدته بداية إلى الصلة بين الأناركية والليبرالية الكلاسيكية والتي قام بالتعمق فيها أكثر بعد ذلك. ومن المفكرين السياسين الذين قرأ لهم تشومسكي في تلك الفترة دياغو دي اباد سانتيلان والديموقراطي الاشتراكي جورج أورويل وبرتراند راسل ودويت ماكدونالد وأعمال أخرى من كتاب غير ماركسيين مثل كارل ليبكنشت وكارل كورش وروزا لوكسمبورغ. وكان لقراءاته دور في اقتناعه بالمجتمع الأناركي النقابي حيث أصبح مبهوراً بتلك الجماعات التي أُنشئت خلال الحرب الأهلية الأسبانية والتي تم توثيقها في كتاب أورويل تحية إلى كاتلونيا (1938).
وأصبح قارئاً متعطشاً لمجلة «السياسة» اليسارية والتي نشرت من قبل ماكدونالد من 1944 حتى 1949. وعلى الرغم أنها في بدايتها كانت ملتزمة بالآراء الماركسية إلا أنها في عام 1946 تخلت عن هذا الاتجاه. وأوضح تشومسكي لاحقاً أن تلك الصحيفة أجابت وطورت اهتمامه فيما يختص بالأناركية. وفي العشرينات، أصبح تشومسكي قارئاً لدورية «Living Marxism (الماركسية الحية)» والتي نُشرت في شيكاغو من قبل المفكر الماركسي بول ماتيك (1904-1981). وتقيم المجلة بشكل ناقد الوضع في الاتحاد السوفيتي في وقت جوزيف ستالين وتطورات الحرب العالمية الثانية. وبالرغم من رفضه لأساس نظرياتها الماركسية إلا أن تشومسكي تأثر بشدة بالحركة الشيوعية بعد قراءته لمقالات انتوني بانيكوك وكارل كورش في «Living Marxism (الماركسية الحية)». عرف تشومسكي ماتيك شخصياً ولكنه وصفه لاحقاً بأنه «ماركسي أرثوذكسي جداً بالنسبة لي». وكان له اهتمام كبير بالنظريات السياسية حول «المارلينيتس» وهم مجموعة غامضة من الماركسين المعارضين الستالينية بقيادة جورج سبيرو والذي وحدها تحت الرابطة اللينينية. وقد زعم المارلينتين بأن الحرب العالمية الثانية كانت «زائفة» لأنه كان ورائها الرأسماليين الغربيين ورأسماليي الدولة الذين كانوا يحكمون الاتحاد السوفيتي لسحق الطبقة العاملة في أوروبا، وهي وجهة نظر وافقها تشومسكي.
دخل تشومسكي في علاقة عاطفية مع زميلته كارول دوريس كاتس وهي طالبة في مدرسة بإسرائيل والذي كان على معرفة بها منذ كانوا صغاراً  وتزوجها في عام 1949. وبقيا متزوجين لمدة 59 عاماً حتى توفت جراء مرض السرطان في ديسمبر 2008. ورزق الزوجان بإبنتان وهما أفيفا (1957) ودايان (1960) إضافة إلى ابن يدعى هاري (1967). وعاش تشومسكي مع زوجته في هازورا، كيبوتس في إسرائيل خلال عام 1953. وحين سُئل إذا ماكان قد أصيب بالخيبة خلال بقائه هناك أجاب تشومسكي «كلا. فقد أحببتها، ولكني لم أستطع تحمل الجو الأيدولوجي هناك والحماسة القومية» وخاصة وأن ستالين في بداية الخمسينات كان يدافع عنه من خلال العديد من أعضاء كيبتز ذو الميول اليسارية والذين اختاروا أن يرسموا صورة وردية من التوقعات المستقبلية والواقع المعاصر في الاتحاد السوفيتي. وذكر تشومسكي أنه رأى العديد من العناصر الإيجابية في مجتمع كيبتز حيث كان الآباء والأطفال يعيشون سوية في منازل منفصلة، وحين سُئل فيما إذا كان هناك «دروس من الممكن لنا أن نتعلمها من تاريخ كيبتز» أجاب  «في بعض النواحي فستجد أنهم كانوا أقرب للأناركية المثالية أكثر من أي محاولة أخرى لم تستمر لأكثر من لحظات قبل أن تتدمر وفي تلك النواحي، فقد كانوا جذابين وناجحين للغاية ولو صرفنا النظر عن الحوادث الشخصية فلربما كنت سأعيش هناك.. إلى متى؟ من الصعب تخمين ذلك.»
ومُنح تشومسكي درجة الدكتوراة في اللغويات من جامعة بنسيلفينيا في عام 1955. وقد أدار جزءاً من أبحاثه خلال الأربع سنوات في جامعة هارفارد كزميل في الجامعة. وفي أطروحته بالدكتوراة طور تشومسكي بعضاً من أفكاره اللغوية وتوسع بها في كتابه الذي صدر عام 1957 بعنوان «التراكيب النحوية» والذي يعد من أشهر كتبه في مجال اللغويات.

### المهنة
انضم تشومسكي لهيئة تدريس معهد ماساتشوستس للتقنية (MIT) في عام 1955 وعين في عام 1961 أستاذاً في قسم اللغات الحديثة واللسانيات والذي يسمى اليوم بقسم اللسانيات والفلسفة. ومن عام 1966 حتى 1976 حصل على الأستاذية الفخرية للغات الحديثة واللسانيات وفي عام 1976 عُين بروفسوراً للمعهد. في عام 2010 كان قد درس تشومسكي في المعهد ل55 عاماً متواصلة.
وفي فبراير لعام 1967 أصبح تشومسكي واحداً من من المعارضين الرئيسين للحرب الفيتنامية حين نشر مقاله «The Responsibility of Intellectuals (مسؤولية المثقفين)»  في نيويورك ريفيو أوف بوكس. وأتبعه بعدها في عام 1969 بكتابه «سلطة أمريكا والبيروقراطيين الجدد» وهو مجموعة من مقالاته التي جعلته في مقدمة المعارضة الأمريكية. وأثارت انتقاداته الشديدة للسياسة الخارجية لأمريكا وشرعية سلطتها الكثير من الجدل  وكثيراً ماكانت تُطلب آرائه دولياً من خلال المطبوعات والمنافذ الإخبارية. وقدم في عام 1977 محاضرة هوزينقا في ليدن بهولندا تحت عنوان «المثقفون والدولة».
وتعرض تشومسكي للتهديد بالقتل وذلك بسبب نقده للسياسة الخارجية للولايات المتحدة. ولذا فقد كان في بعض الأحيان تحت الحماية البوليسية في جامعته وحين حديثه عن الشرق الأوسط رغم من رفضه لذلك.
ويقيم تشومسكي في لكسينقتون بماساتشوستس ويسافر غالباً لإلقاء محاضرات حول السياسة.

## أفكاره

### اللسانيات
تتحدى لسانيات تشومسكي -والتي بدأت من «البنى التركيبية» وهي خلاصة لكتابه «البنية المنطقية للنظرية اللسانية» (1955,75)- اللسانيات البنيوية وتمثل مقدمة لالنحو التحويلي. وهذا التوجه يأخذ الكلام (تسلسل الكلمات) باعتباره متميزا بالنحو الشكلي وخصوصا في النحو ذو السياق المستقل الممتد مع قواعد تحويلية.
وربما مساهمته الأكثر تأثيراً في هذا المجال هو فرضية أن نمذجة معرفة اللغة باستخدام النحو الشكلي محسوبة لصالح إنتاجية وإبداع اللغة. وبعبارة أخرى، فالنحو الشكلي للغة ما يمكن أن يشرح قدرة السامع والمتحدث لإنتاج وتفسير عدد لاحصر له من الحديث -بما في ذلك الحديث الروائي- مع مجموعة محدودة من قواعد اللغة والمصطلحات. ويدين تشومسكي دائماً لبنيني لفكرته الحديثة للنحو التوليدي على الرغم من ارتباطه كذلك بالأفكار العقلانية للمعرفة المسبقة.
ومن سوء الفهم المنتشر الإدعاء بأن تشومسكي أثبت بأن اللغة هي فطرية بشكل كامل وبأنه هو من اكتشف «النحو الكلي». في الحقيقة تشومسكي فقط لاحظ بأن الطفل والقط كلاهما قادر على التفكير الاستقرائي إذا تعرضوا لنفس المعطيات اللغوية فالطفل سيكتسب دوماً القدرة على فهم وإنتاج اللغة في حين أن القط لن يكتسب أياً منها. وسمى تشومسكي أي قدرة للإنسان يفتقدها القط «جهاز اكتساب اللغة» واقترح أن تكون إحدى مهام اللسانيات عن معرفة هذا الجهاز وماهي القيود التي يضعها على مجموعة محتملة من اللغات. وتسمى الخصائص الكلية التي من الممكن أن تنتج من هذه الحدود بـ «النحو الكلي».
وتقوم مقاربة المبادئ والوسائط -والتي تطورت في محاضراته عن بيزا عام 1979 ونشرت لاحقاً بعنوان «محاضرات في الربط العاملي»- بجعل الفرضيات قوية بخصوص النحو الكلي. فالمبادئ النحوية التي تحدد اللغة هي فطرية وثابتة، والاختلاف بين لغات العالم من الممكن أن يوصف من خلال وسائط موجودة بالضبط في الدماغ (مثل عامل الحذف أثناء النطق والذي يشير إذا كان موضوع ما مطلوب دوماً، مثل الإنجليزية، أو من الممكن أن يحذف اختيارياً، مثل الإسبانية) والتي كثيراً ما تشبه المفاتيح. (ولذا كان هذا النهج يوصف بمصطلح المبادئ والوسائط). وتبعاً لهذا الرأي فإن تعليم اللغة لطفل يحتاج فقط لاكتساب المفردات اللغوية الأساسية (من كلمات، والإضافات النحوية، والتعابير) ولتحديد مواصفات مناسبة، والذي يمكن أن يُبنى على أمثلة رئيسة قليلة.
ويجادل أصحاب هذا الرأي بأن الوقت التي يتعلم فيه الطفل اللغة سريع بنحو غير قابل للتفسير مالم يملك الأطفال قدرة فطرية لتعلم اللغة. كما أن تتبع خطوات مشابهة من قبل الأطفال حول العالم حين يتعلمون اللغة وحقيقة أن الأطفال يقعون في أخطاء محددة أثناء تعلمهم لغتهم الأولى، في حين أن بعض الأخطاء المنطقية لاتظهر أبداً، كلها من مؤشرات على الفطرية في اكتساب اللغة.
وفي الآونة الأخيرة، حاول تشومسكي في برنامجه الإصلاحي لعام 1995 الحفاظ على مفهوم «المبادئ والوسائط» إجراء إصلاح جذري للسانيات الآلية في نموذجه ب«محاضرات عن الربط العاملي» متمثلة بالتجرد منها بشكل كلي عدا من العناصر الضرورية على الرغم من دعوته لنهج عام لهندسة كليات اللغة البشرية التي تؤكد على مبادئ الاقتصاد والتصميم المثالي والعودة إلى نهج الاشتقاقية والنهج التوليدي في تناقض مع النهج التمثيلي للمبادئ والوسائط.
وكان لأفكار تشومسكي تأثير قوي على البحوث المتعلقة باكتساب اللغة عند الأطفال على الرغم من أن الكثير من الباحثين في هذا المجال عارضوا بشدة نظرياته مثل اليزابيث بيتس  ومايكل توماسيلو. حيث بدلاً من ذلك دعوا إلى نظريات التوالد أو الاتصالية والتي تقوم على شرح اللغة من خلال عدد من الآليات في الدماغ التي تتفاعل مع البيئة الاجتماعية الواسعة والمعقدة التي تُستخدم فيها اللغة وتُعلم.
ومن أشهر أعماله في علم الصوتيات الصرفية هو «نمط الأصوات في اللغة الإنجليزية» (1968) والذي كتبه مع موريس هالي. وكان لهذا العمل أهمية عظيمة في تطوير هذا المجال. وعلى الرغم من أن نظرية علم الصوتيات قد تجاوزت «علم نمط الأصوات في اللغة الإنجليزية» في عدة جوانب مهمة، فإن علم نمط الأصوات يعد الرائد في بعض نظريات الصوتيات الصرفية المؤثرة اليوم بما في ذلك الصوتيات الصرفية ذات المستويات المستقلة والصوتيات الصرفية المختصة بالمفردات والنظرية المثالية. ولم يصدر بعدها تشومسكي عملاً آخر حول علم الصواتة -أو علم الصوتيات الصرفية-.
النحو العالمي:
منذ الستينيات من القرن الماضي، أكد تشومسكي أن المعرفة النحوية متأصلة جزئيًا على الأقل، مما يعني ضمناً أن الأطفال يحتاجون فقط إلى تعلم ميزات معينة خاصة باللغة بلغاتهم الأم.  ويستند في حجته إلى ملاحظات حول اكتساب اللغة البشرية، مشيرًا إلى وجود «فقر في التحفيز» - فجوة هائلة بين المحفزات اللغوية التي يتعرض لها الأطفال والكفاءة اللغوية الغنية التي يحققونها.  على سبيل المثال، على الرغم من تعرض الأطفال لمجموعة فرعية صغيرة جدًا ومحدودة من المتغيرات التركيبية المسموح بها ضمن لغتهم الأولى، فإنهم يكتسبون بطريقة أو بأخرى القدرة المنظمة والمنتظمة بدرجة عالية على فهم وإنتاج عدد لا حصر له من الجمل، بما في ذلك الجمل التي لم يسبق لها مثيل من قبل  تم النطق بها بتلك اللغة. [153]  لشرح هذا، أوضح تشومسكي أن البيانات اللغوية الأساسية يجب أن تستكمل بقدرة لغوية فطرية.  علاوة على ذلك، في حين أن الطفل البشري والقط الصغير قادران على التفكير الاستقرائي، إذا تعرضا لنفس البيانات اللغوية بالضبط، فإن الإنسان سوف يكتسب دائمًا القدرة على فهم وإنتاج اللغة، بينما لن يكتسب القط الصغير أيًا من القدرة.  وصف تشومسكي أيا من القدرات ذات الصلة التي يمتلكها الإنسان بأن القطة تفتقر إلى جهاز اكتساب اللغة، واقترح أن تكون إحدى مهام اللغويين هي تحديد ماهية هذا الجهاز والقيود التي يفرضها على مجموعة اللغات البشرية الممكنة.  الميزات العالمية التي تنتج عن هذه القيود ستشكل «قواعد عامة». [154] [155] [156]  تحدى العديد من العلماء قواعد اللغة العالمية على أساس عدم إمكانية التطور التطوري لأساسها الوراثي للغة، [157] عدم وجود خصائص عالمية بين اللغات، [158] والصلة غير المثبتة بين الهياكل الفطرية / العالمية وهياكل لغات محددة.  [159]

#### النحو التوليدي
ويدرس نهج تشومسكي للنحو -والذي يدعى غالباً بالنحو التوليدي- النحو بوصفه بنية معرفية يتحكم به مستخدمو اللغة. ومنذ الستينيات أصر تشومسكي بأن أغلب هذه المعرفة هي فطرية، بما يؤدي إلى أن الطفل يحتاج فقط لخصائص معينة ومحدودة من لغتهم الأم. يسمى المضمون الفطري للمعرفة اللغوية بالنحو الكلي . ومن وجهة نظر تشومسكي، فالإثبات الأقوى لوجود النحو الكلي هو ببساطة حقيقة أن الأطفال يكتسبون لغتهم الأم بنجاح في وقت قصير جداً. وزعم أيضاً بأن هناك ثغرة ضخمة بين المحفزات اللغوية التي يتعرض لها الأطفال والمعرفة اللغوية الثرية التي يحرزونها. ولذلك فمعرفة النحو الكلي ستسد تلك الفجوة .
وكان لنظريات تشومسكي تأثير كبير في مجال اللسانيات ولكنه تعرض للنقد كذلك. ومن الانتقادات المتكررة لتشومسكي بخصوص التنوع في نظرية النحو التوليدي هي أنها بالأصل أوروبية المركز أو أنجلو ساسكونية المركز، فقد كان عمل علماء اللسانيات في مجال النحو الكلي مبني على أساس عينة صغيرة من اللغات وأحياناً قد تكون واحدة. بدايةً كان التمركز الأوروبي واضحاً في التركيز المفرط على دراسة اللغة الإنجليزية. وعلى كل حال فإن المئات من اللغات المختلفة قد حصلت الآن على اهتمام على الأقل من قبل تحليل تشومسكي اللغوي. وعلى الرغم من تنوع اللغات التي تم دراستها من قبل اشتقاقات النحو الكلي إلا أن النقاد استمروا في الجدال حول أن أساس نظرية تشومسكي هي ذات توجه انجلوساكسوني ولن تفلح في تفسير خصائص اللغات التي تختلف بطبيعتها عن اللغة الإنجليزية. ولذلك فقد تم انتقاد نهج تشومسكي كشكل من أشكال الاستعمارية اللغوية. إضافة لذلك، تعتمد لسانيات تشومسكي بشكل كبير على فطرة المتحدثين بلغتهم الأم بخصوص أي الجمل من لغتهم هي ذات تركيب جيد. وهذه الممارسة انتُقدت على أساس منهجي عام. وعارض بعض علماء النفس وعلماء اللسانيات النفسية - رغم من تعاطفهم مع برنامجه العام - بأن لسانيات تشومسكي تولي اهتماماً للمعطيات التجريبية لمعالجة اللغة بالرغم من أن نتائج تلك النظريات ليست مقنعة نفسياً. وتسائل نقاد آخرون -انظر إلى اكتساب اللغة- في إذا ماكان ضرورياً أن نفترض وجود نحو كلي لشرح اكتساب الأطفال للغة بحجة أن آليات التعلم العامة كافية.
وهناك اليوم فروع مختلفة عديدة للنحو التوليدي. فباستطاعة الفرد أن يرى الأُطر النحوية مثل نظرية نحو الجملة المبني على الرأس، والنحو الوظيفي المعجمي، والنحو التوفيقي التصنيفي والذي يعدبشكل عام تشومسكياً وتوليدياً ولكن مع اختلافات كبيرة في التنفيذ.

#### التسلسل الهرمي لتشومسكي
يشتهر تشومسكي ببحثه حول مختلف أنواع اللغات الصورية وإذا ماكانت قادرة على التقاط الخصائص الرئيسية للغة البشرية. يصنف تسلسله الهرمي قواعد النحو الشكلي إلى فئات ومجموعات مع زيادة القوة التعبيرية، فعلى سبيل المثال كل فئة تابعة تستطيع توليد مجموعة أوسع من اللغات الرسمية من التي قبلها. ومن المثير للاهتمام هو قول تشومسكي بأن نمذجة بعض جوانب اللغة تتطلب قواعد نحو أكثر تعقيداً -مقياساً على تسلسل تشومسكي- من نمذجة الجوانب الأخرى . فعلى سبيل المثال بينما نعتبر اللغة الاعتيادية قوية لتصيغ قواعد الصرف في اللغة الإنجليزية، إلا أنها ليست قوية كفاية لصياغة نحو اللغة الإنجليزية. إضافة إلى كونها متصلة باللسانيات، فإن تسلسله الهرمي أصبح مهماً في علم الكمبيوتر وخصوصاً في البناء البرمجي ونظرية التشغيل الذاتي. وبالطبع هناك تكافؤ بين تسلسل تشومسكي للغة وبين الأنواع المختلفة لأنظمة التشغيل الذاتي. ولذلم يتم التعامل مع مع نظريات اللغات إما تبعاً لقواعد النحو أو التشغيل الذاتي .
ومن الممكن أن يكون هناك أسلوب بديل للتعامل مع اللغة يعتمد على متسلسلات القوى الشكلية. متسلسلات القوى الشكلية كما العلاقات بين اللغات ونصف المجموعات. متسلسلات القوى الشكلية شبيهة لمتسلسلات تايلور الموجودة في علم الحساب وهي مفيدة بشكل خاص للغات حيث تكون فيها الكلمات (كرموز نهائية) تبادلية.

### السياسة
ويصف تشومسكي آرائه بأنها «تقليدية أناركية إلى حد ما تعود أصولها لعصر التنوير والليبرالية الكلاسيكية»  وقد أشاد بالاشتراكية التحررية. وعلى الرغم من محاولته لتجنب التصنيف إلا أن آرائه السياسية تُصنف غالباً باليسارية  وقد وصف نفسه بأنه يتبع للنقابة الأناركية. ويعد تشومسكي عضواً في حملة الدعوة للسلام والديموقراطية وعضو في عمال المصانع في الاتحاد العالمي الدولي. ويعد تشومسكي عضواً في اللجنة الاستشارية الانتقالية في المنظمة الدولية من أجل مجتمع تشاركي والذي وصفه بأنه مجتمع يملك القدرة على «السير بنا نحو لطريق طويل لتحقيق وحدة المبادرات العديدة هنا وحول العالم وتشكيلها كسلطة قوية ومؤثرة.»  ونشر كتاب له حول الأناركيه بعنوان «Chomsky on Anarchism (تشومسكي حول الأناركية)» ونشرته مطبعة أي كي للكتب الأناركية في عام 2006.
وشارك تشومسكي في النشاط السياسي طوال فترة شبابه وعبر عن آرائه حول السياسة والأحداث العالمية والتي تم الاستشهاد بها وتغطيتها ومناقشتها على نطاق واسع. وبالمقابل جادل تشومسكي بأن آراؤه هي تلك التي لا يود ذوي النفوذ سماعها ولذلك السبب يُعتبر معارض سياسي أمريكي.
ويؤكد تشومسكي بأن السلطة مالم تكن مبررة فهي غير شرعية بطبيعتها وعبء اثباتها يقع على كاهل من هم في السلطة. وإن لم تستطع السلطة تحقيق هذا العبء فيجب تفتيتها. أما السلطة لذاتها فهي غير مبررة أصلاً. وقدم تشومسكي مثال على السلطة الشرعية مثل تلك التي تمارس من قبل شخص بالغ لتمنع طفل من قطع الشارع. ويرى أن هناك اختلاف أخلاقي بسيط بين العبودية وتأجير الفرد نفسه لمالك أو مايسمى «عبودية الأجر». ويشعر أن هناك هجوم على النزاهة الشخصية التي تقلل من شأن الحرية الفردية. ويقول تشومسكي بأن العمال يجب أن يملكوا ويتحكموا بمكان عملهم وهو رأي -كما يلاحظ هو- كان من قبل فتيات طاحونة لويل .
وانتقد تشومسكي بشكل قوي السياسة الخارجية للولايات المتحدة وادعى وجود معايير مزدوجة في السياسة الخارجية فهي تدعو للديموقراطية والحرية للجميع رغم أنها تتحالف مع المنظمات والدول غير الديموقراطية والقمعية مثل دولة تشيلي برئاسة أوغستو بينوشيه بما نتج عنه انتهاكات جسيمة لحقوق الإنسان. ويجادل تشومسكي بأن تدخل الولايات المتحدة في الدول الأجنبية بما في ذلك المساعدات السرية التي تُقدم للمتمردين في نيكاراغوا -وهو جانب انتقده كثيرا- يناسب أي معيار وصفي للإرهاب،  بما في ذلك التعريف الرسمي في قانون الولايات المتحدة وكتيبات الجيش في بدايات الثمانينات. وأدان تشومسكي الامبريالية السوفيتية قبل انهيارها فمثلاً في عام 1986 خلال فقرة الأسئلة والأجوبة بعد إحدى محاضراته في جامعة سنتروامريكان في نيكاراغو حين سئل كيف يمكنه «أن يتحدث عن امبريالية أمريكا الشمالية وروسيا بنفس الوقت» فرد تشومسكي «إحدى حقائق هذا الكون هو أن هناك قوتين عظمى إحداهما ضخمة وصادف أن يكون حذائها على عنقك والأخرى قوة أصغر وصادف أن يكون حذائها على أعناق آخرين. وأعتقد أن أي شخص في العالم الثالث سيقوم بخطأ جسيم إذا ماستسلموا للأوهام حول تلك المسائل.» 
وبشأن مقتل أسامة بن لادن، نص تشومسكي على أنه «ربما علينا أن نسأل أنفسنا حول ردة فعلنا لو هبطت القوات العراقية في مجمع جورج بوش واغتالته ومن ثم ألقت جثته في المحيط. وبشكل غير قابل للنقاش فإن جرائم بوش تتجاوز إلى حد كبير ماقام به بن لادن، ولكنه ليس حتى 'مشتبه به' بل 'صانع القرار' الذي يقوم 'بإصدار الأوامر لارتكاب الجريمة الدولية العظمى والتي لاتختلف عن أي حرب أخرى سوى أنها تحتوي في داخلها على الشر المتراكم بكامل هيئته' (نقلاً عن محكمة نورمبرغ) ففي حين يتم قتل المجرمين النازيين فإن هناك مئات الآلاف من القتلى، الملايين من اللاجئين، تدمير جزء كبير من البلاد والصراع الطائفي المرير الذي انتشر في بقية المنطقة.» 
وقال تشومسكي بأن وسائل الإعلام في الولايات المتحدة تخدم إلى حد كبير «الكهانة المشتراة»  للحكومة الأمريكية وشركاتها لخدمة مصالحهم المشتركة. وفي إشارة شهيرة لوالتر ليبمان، كتب تشومسكي بالاشتراك مع إدوارد هيرمان عن أن الإعلام الأمريكي يقوم بصناعة الإذعان بين أوساط الجماهير. وأدان تشومسكي المحكمة العليا في الولايات المتحدة في عام 2010 لحكمها بإلغاء القيود على تمويل الحملات الانتخابية ووصف هذا الحكم بأنه «استيلاء الشركات على الديموقراطية».
وعارض تشومسكي «حرب أمريكا العالمية على المخدرات» مدعياً بأن لغتها مضللة ويشير إلى أنها «الحرب على بعض أنواع المخدرات». وبدلاً عن التحرك العسكري أو استخدام الشرطة كوسيلة للحد من تعاطي المخدرات فإنه يفضل سياسة إصلاحية بشأن المخدرات. وفي مقابلة له في عام 1999 قال تشومسكي أنه بينما يوجد هناك محاصيل لاتذكر في المعاريض الحكومية مثل التبغ، فهناك محاصيل أخرى غير ربحية بالمقابل مثل الماريجونا تتم مهاجمتها بسبب التأثير الذي تحققه من خلال اضطهاد الفقراء. وذكر تشومسكي:
بأن سياسة أمريكا المحلية بخصوص المخدرات لاتقوم بتنفيذ أهدافها المذكورة والقائمين على تلك السياسات يدركون ذلك جيداً. فإذا لم يكن الهدف هو الحد من تعاطي المخدرات، فماذا يمكن أن يكون ؟ ومن الواضح عقلانياً، من خلال الإجراءات الحالية والسجل التاريخي، بأن المواد تُجرم حين تُربط بما يسمى الفئات الخطرة، ولذا فتجريم مواد معينة هي طريقة للسيطرة الاجتماعية.
ويشتهر تشومسكي بنقده الشديد لنظام الرأسمالية الأمريكية والشركات الكبرى ووصف نفسه بأنه اشتراكي وناقد لاستبدادية فروع الشيوعية. ويعتقد تشومسكي أن القيم الشيوعية تجسد الامتداد العقلاني والأخلاقي لليبرالية الكلاسيكية والأفكار الإنسانية الراديكالية للسياق الصناعي. ويعتقد تشومسكي بأن المجتمع ينبغي أن يكون منظم بشكل عالي ويُبنى على السيطرة الديموقراطية للجمعيات وأماكن العمل. ويعتقد أيضاً بأن الأفكار الإنسانية الراديكالية لأهم اثنان أثروا به برتراند رسل وجون ديوي «متجذرة في عصر التتنوير والليبرالية الكلاسيكية ومحتفظة بطابعها الثوري».
وذكر تشومسكي بأنه يؤمن بأن الولايات المتحدة مازالت «القوة العظمى في العالم» ، وهو تعليق وضحه لاحقاً بقوله «تقييم الدول لامعنى له ولذا فأنا لن أضع الأمور تبعاً لتلك الشروط ولكن بعض من تطور أمريكا مثير للإعجاب، خاصة في مجال حرية التعبير التي تحققت من خلال قرون من الصراع الشعبي.»  وقد قال كذلك «ومن نواحي عديدة، فإن الولايات المتحدة هي أكثر الدول حرية. ولا أقصد فقط من حيث حدود قدرة الدولة على الإكراه، رغم أن ذلك صحيحاً أيضاً- ولكن أيضاً من حيث العلاقات الفردية. حيث اقتربت الولايات المتحدة من انعدام الطبقية من حيث العلاقات الشخصية أكثر من أي مجتمع آخر.» 
ويعارض تشومسكي النقد الموجه للأناركية بأنها غير ثابتة لدعم رفاهية الحكومة وذكر:
وباستطاعة المرء بالطبع أن يتخذ موقف عدم الاكتراث للمشاكل التي يواجها الناس اليوم أو للتفكير في غد ممكن. حسناً، ولكن بعد ذلك لايجب أن يتظاهر بالاهتمام بالإنسان ومن ثم يجب يبقى في ندوة أو مقهى ثقافي بصحبة نخبة خاصة. أو باستطاعة المرء أن يتخذ موقف أكثر إنسانية: أريد أن أذهب للعمل اليوم لأبني مجتمع أفضل للغد. موقف الأناركية الكلاسيكية مختلف تماماً عن الشعارات المشكوك فيها. هذا صحيح تماماً وهذا يؤدي مباشرة لدعم الأشخاص الذين يواجهون المشاكل اليوم: تنفيذ لائحة الصحة والسلامة وتوفير التأمين الصحي الوطني ودعم الأنظمة للأشخاص الذين بحاجة إليها. ورغم أنه ليس شرطاً كافياً لتنظيم مستقبل مختلف وأفضل ولكنه شرط ضروري. وأي أمر آخر سيتم ازدرائه من قبل الأشخاص الذين لايملكون الرفاهية لتجاهل الظروف الذين يعيشونها ويحاولون البقاء على قيد الحياة.
ويحمل تشومسكي وجهات نظر والتي يمكن اختصارها بأنها ضد الحرب ولكنها ليست سلمية بنحو دقيق، فهو يعارض بشكل جلي حرب فيتنام ومعظم الحروب في حياته. وعبر عن تلك الآراء بمقاومة الضرائب ومسيرات السلام. وفي عام 1968 وقع على وثيقة «مظاهرة ضرائب الكتاب والمحررون لأجل الحرب» متعهداً برفض دفع الضرائب احتجاجاً على حرب فيتنام. نشر العديد من المقالات حول الحرب في فيتنام بما فيها «مسؤولية المثقفين» ويؤكد أن ربما هناك مايبرر تورط الولايات المتحدة بالحرب العالمية الثانية لهزيمة دول المحور إلا أنه يحذر أنه كان من الأفضل أن تكون الحل هو إنهاء أو منع الحرب من خلال دوبلوماسيات سابقة. ويعتقد تشومسكي أن إسقاط القنابل النووية في هيروشيما وناغازاكي كان «من أشد جرائم التاريخ التي لايمكن وصفها».
وقد قام تشومسكي كثيراً بنقد الحكومة الإسرائيلية ومؤيدينها ودعم الولايات المتحدة للحكومة ومعاملتها للشعب الفلسطيني معتبراً بأن «أنصار إسرائيل هم في الحقيقة أنصار لانحطاطها الأخلاقي ودمارها النهائي المحتمل» وبأن «اختيار إسرائيل الواضح للتوسع أكثر من الأمن سيؤدي بالتأكيد إلى تلك العواقب.»  ويعارض تشومسكي تأسيس إسرائيل كدولة يهودية قائلاً «لا أعتقد أن إيجاد دولة يهودية أو دولة مسيحية أو دولة إسلامية هو مفهوم صحيح وكنت سأعترض لو أن الولايات المتحدة أسست كدولة مسيحية.»  تردد تشومسكي قبل نشره لعمل ينتقد فيه السياسة الإسرائيلية بينما كان والداه لايزالون أحياء لأنه «يعلم بأن الكتاب سيؤذيهم» كما قال «وفي الغالب سيكون ذلك بسبب أصدقائهم التي كانت ردود أفعالهم هستيرية كتلك التي عبرت عنها في كتابي». وفي شهر مايو من عام 2010 احتجزت السلطات الإسرائيلية تشومسكي، وفي نهاية المطاف منعته من الدخول للضفة الغربية عبر الأردن. وأشار المتحدث الرسمي باسم رئيس الوزراء الإسرائيلي بأن رفض دخول تشومسكي كان فقط بسبب حرس الحدود الذين «تجاوزا سلطتهم» ومن المرجح أن يسمح له بالدخول مرة أخرى. واعترض تشومسكي على ذلك قائلاً بأن مسؤول وزارة الداخلية الذي استجوبه كان يأخذ تعليمات من رؤسائه. وذكر تشومسكي بأنه استناداً للساعات العديدة من مقابلته فقد تم رفض دخوله بسبب آرائه ولأنه كان سيزور جامعة في الضفة الغربية ولم تكن جامعة إسرائيلية.
ولتشومسكي وجهة نظر واسعة فيما يختص بحقوق التعبير، وتحديداً في وسائل الإعلام، ومعارضة الرقابة. وذكر أنه «فيما يتعلق بحرية التعبير هناك موقفان أساسيان: إما أن تدافع بشدة عن آراء تكرهها، أو أن تعارضها وتفضل المعايير الستالينية/الفاشية». وفي إشارة لتسرب وثائق دبلوماسية للولايات المتحدة ذكر تشومسكي «لعل الأكثر إثارة هو .. الكراهية المريرة للديموقراطية والتي ظهرت من خلال الحكومة الأمريكية -هيلاري كلينتون وآخرون- وأيضاً من خلال الخدمة الدبلوماسية.»  ورفض تشومسكي اتخاذ اجراءات قانونية ضد أولئك الذين شهروا به وفضل التصدي لذلك من خلال رسائل مفتوحة في الصحف. ومثال واضح لذلك هو رده لمقالة كتبتها إيما بروكيز في صحيفة «الغارديان» والتي زعمت فيها نفيه لوجود مذبحة سربرنيتسا  ودفعت شكوى تشومسكي الغارديان لنشر اعتذار وتصحيح وأيضا سحب المقالة من صفحتها على الموقع .
وذكر تشومسكي مراراً بأنه ليس هناك صلة بين عمله في مجال اللسانيات وبين آرائه السياسية بل ينتقد تشومسكي المفهوم الذي يرى بأن نقاش المواضيع السياسية تتطلب معرفة خبير في المجالات الأكاديمية. وفي مقابلة أجراها في عام 1969 قال بخصوص العلاقة بين أعماله في مجال السياسة وتلك التي في مجال اللسانيات:
ومازلت أشعر بأن هناك نوعاً من العلاقة الواهية. لاأود أن أبالغ ولكني أعتقد أنه ذلك يعني لي شيئاً على الأقل. وأعتقد أيضاً أن الأفكار السياسية لأي فرد أو تلك الأفكار حول التنظيم الاجتماعي يجب أن تكون عائدة في نهاية المطاف إلى الطبيعة البشرية أو الاحتياجات الطبيعية.
واتهم بعض النقاد تشومسكي بالنفاق لأنه وبالرغم من نقده السياسي للعسكرية الإمبريالية الأمريكية والأوروبية فإن أبحاثه السابقة في جامعة ماساتشوستس للتكنولوجيا -والتي كان يقوم فيها بأبحاثه في مجال اللسانيات - كانت بتمويل من الجيش الأمريكي. ووصفه النقاد الأكثر تعاطفاً، مع الإشارة لنفس النقطة المختصة بتمويل الجامعة بأنه «ضمير أمريكا»  وأوضح تشومسكي أنه لذات السبب ولأنه مُوّل من قبل الجيش الأمريكي فمسؤوليته أعظم في انتقاد ورفض أفعاله اللاأخلاقية .
وهو أيضاً من أشد المناهضين لعقوبة الإعدام وقد تحدث ضد تنفيذ حكم الإعدام في ستيفن وودز:
أعتقد أن عقوبة الإعدام هي جريمة بغض النظر عن الظروف وهي فظيعة بشكل خاص في قضية ستيفن وودز. ولذا فأنا أعارض وبشدة تنفيذ حكم الإعدام بحق ستيفن وودز في 13 سبتمبر 2011
وفي مارس 2012  أيد تشومسكي جيل ستاين مرشحة حزب الخضر للانتخابات الرئيسية في عام 2012 قائلاً
آمل أن تُغتنم هذه الفرصة في السادس من مارس للتصويت من أجل الديموقراطية النامية. وهي الديموقراطية التي تزدهر خارج الأحزاب الديموقراطية والجمهورية التي تقوم برعايتها للشركات الكبرى وبالتالي تخضع لها . ... وكما تعلمون فإن الغضب الشعبي حيال المؤسسات السياسية والاقتصادية وتبعية الأولى للثاني قد وصل لمنعطفات تاريخية .. ويمكن بالكاد أن يكون هناك وقت أفضل لفتح نقاش سياسي فقط لإثارة غضب وإحباط المواطنين الذين يراقبون تحرك الدولة نحو ما قد يكون انحدار لا رجعة فيه في حين أن قطاع صغير من أولوا الثروة والنفوذ يقومون بتنفيذ سياسات لصالحهم وتعارض مصلحة عامة الشعب .
وانتقد نيك كوهين تشومسكي في أغلب الأحيان لقيامه بنقد الحكومة الغربية بشكل مفرط وخاصة الحكومة الأمريكية وأيضاً لرفضه التراجع عن تكهناته حين تتوفر الحقائق التي قد تدحضها.
تشومسكي أيضاً أيد وركز على قضية الانفصال الكردي في كل من إيران وتركيا.

#### الإعلام
ومن الأمور التي ركز عليها تشومسكي في الحقل السياسي كان تحليله لوسائل الإعلام الجماهيرية وخاصة تلك التي بالولايات المتحدة: بنيتها، وقيودها، ودورها المهم في دعم قطاع الأعمال ومصالح الحكومة. وفي كتابه «صناعة الإذعان: الاقتصاد السياسي لوسائل الإعلام الجماهيرية» والذي قام بكتابته مع ادوارد هيرمان يحلل الاثنان هذا الموضوع بعمق ويقدمان «نموذج الدعاية» أو البروباغندا لأخبار وسائل الإعلام مصحوبة بالعديد من دراسات الحالة التفصيلية الدالة عليه. ووفقاً لنموذج الدعاية هذا فإن المجتمعات الديموقراطية كالولايات المتحدة تقوم باستخدام وسائل خفية وغير عنيفة للسيطرة بعكس الأنظمة الاستبدادية والتي من الممكن استخدام القوة البدنية للضغط على عامة الشعب. وفي أحد مقولاته الشهيرة صرح تشومسكي بأن «أن الدعاية تمثل بالنسبة للأنظمة الديموقراطية ما تمثله العصا للأنظمة الاستبدادية» (من كتاب سيطرة الإعلام).
ويحاول هذا النموذج شرح هذا الانحياز المنظم لوسائل الإعلام من حيث أسباب البنية الاقتصادية أكثر من كونها مؤامرة من قبل أشخاص. ويتحدث عن كون هذا الانحياز ينبع من خمس عوامل تصفية كان لابد للأخبار المنشورة أن تمر عبرها والتي تقوم بتشويه ممنهج لتغطية الأخبار.
وحين شرح العامل الأول من عوامل التصفية «الملكية»، لاحظ تشومسكي بأن معظم وسائل الإعلام مملوكة من قبل شركات الكبيرة. وأما العامل الثاني «التمويل» فقد لاحظ بأن تلك الوسائل تستمد معظم تمويلها من الإعلانات وليس من القراء. ولذلك بما أنها شركات تسعى للربح وتبيع منتجات للقراء والمشاهدين من قبل شركات المعلنين فإن هذا النموذج يتوقع منهم بنشر الأخبار التي تعكس رغبات وقيم تلك الشركات. وإضافة إلى ذلك فإن الإعلام يعتمد على المؤسسات الحكومية وكبرى الشركات بانحياز قوي كمصادر للكثير من معلوماتهم التي يزودونهم بها وهذا هو العامل الثالث من عوامل التصفية. وأما العامل الرابع فإنه يشير لجماعات الضغط المختلفة التي تهاجم الإعلام لهذا التحيز المفترض. الأعراف وهي العامل الخامس فتشير لتلك لمفاهيم المشتركة بين أولئك العاملين في مهنة الصحافة. (ملحوظة: ينص النص الأصلي الذي نشر في عام 1988 على العامل الخامس الذي كان بعنوان «ضد الشيوعية»، ومع ذلك فإنه مع سقوط الاتحاد السوفيتي تم اتساع المساحة المسموح بها للتحولات بالرأي العام) ويصف النموذج كيف شكل الإعلام نظام لامركزي وغير تآمري ولكنه رغم ذلك نظام دعائي قوي جداً قادر على حشد إجماع النخبة وصياغة نقاش عام من خلال وجهات نظر النخبة، في نفس الوقت قادر على إضفاء مظهر القبول الديموقراطي لذلك.
واختبر تشومسكي وهيرمان نموذجهما من خلال التركيز على «أمثلة مزدوجة» وهو عبارة عن أزواج من الأحداث المتشابهة بشكل موضوعي فيما عدا توافق مصالح النخبة المحلية. وكانوا يستخدمون الأرقام لتلك الأمثلة في محاولة لإظهار أن في الحالات التي يقوم فيها «العدو الرسمي» بشيء ما -كاغتيال مسؤول ديني- فالصحافة تقوم بالتحقيق بدقة وتكرس قدراً من التغطية لهذه القضية وبالتالي فإن ضحايا دول العدو جديرين بذلك الاهتمام. ولكن حين تقوم حكومة محلية أو حليف لها بفعل الشيء ذاته أو أسوأ، فالصحافة تقلل من أهمية القصة وبالتالي فضحايا الولايات المتحدة أو حلفاءها لايستحقون ذلك الاهتمام.
وقاموا أيضاً باختبار نموذجهم مع الحالة التي يمكن أن تكون المثال الأوضح للصحافة الحرة والمستقلة في التغطية الإعلامي لهجوم تيت خلال حرب فيتنام. وحتى في هذه الحالة فقد أصروا بأن الصحافة كانت تتصرف بشكل خاضع وفقاً لمصالح النخبة.

### العلم
يرى تُشومسكي العلمَ بحثًا مباشرًا عن تفسيرٍ، ويرفضُ اعتبارَه دليلًا متألّفًا من الحقائق أو محضَ تفسيرات آلية. لذا أغلب إسهاماته في هذا المجال عبارة عن فرضيات بدلاً من «اكتشافات».
ولذلك يرى أن بعض مايسمى بنقد ما بعد البنيوية أو ما بعد الحداثة للمنطقِ والعقلِ لامعنىً له:

لقد قضيت الكثير من حياتي وأنا أعمل على أسئلة كهذه مستخدماً الأساليب الوحيدة التي أعرفها والتي تدان هنا باسم «العلم» و«العقلانية» و«المنطق» وغير ذلك . ولذلك أقرأ الأوراق وأحمل بعض الأمل بأنها قد تساعدني لتجاوز هذه الحدود أو من الممكن آن تشير لمسار مختلف تماماً. وأخشى أنه خاب ظني. وقد يكون من المسلم به بأن هذا كان هو الحد الوحيد الذي لدي. وبشكل منتظم، «فإن عيناي تلمع» حين أقرأ خطاب متعدد المقاطع حول المابعد بنيوية ومابعد الحداثة وما أفهمه هو إلى حد كبير بديهي أو خطأ ولكن ذلك هو فقط جزء صغير من مجموع الكلمات. صحيح بأن هناك الكثير مما لا أفهمه مثل المقالات التي تتحدث عن القضايا الراهنة حول الرياضيات والفيزياء على سبيل المثال ولكن هناك فرق. ففي الحالة الأخيرة فأنا أعلم كيف أستطيع فهم الموضوع وفعلت ذلك في الأمور التي تهمني بشكل خاص وأعلم كذلك بأن الأشخاص في هذه المجالات يستطيعون تفسير المحتوى لي بمستواي وذلك لأحصل على الفهم الجزئي الذي أريده. وعلى العكس من ذلك فإنه يبدو أن لا أحد قادر أن يفسر لي لماذا «مابعد هذا أو ذاك» هو أمر آخر عن ماهو بديهي أو خاطئ أو ثرثرة. أنا حقاً لا أعلم كيفية أمضي قدماً .

ويؤمن تشومسكي بأن الخلفية العلمية مهمة لتعليم التفكير السليم لكن لا يكفي العلم لفهم المشاكل المعقدة مثل الشؤون الإنسانية.

العلم يتحدث عن الأمور الصغيرة ويطرح أسئلة صعبة بخصوصها. وحالما تصبح الأمور معقدة فالعلم لايستطيع التعامل معها. ولكنها مسألة معقدة فالدراسات العلمية تكون بقدر الفهم وبالغالب فإن ماهو بقدر الفهم يكون بسيط إلى حد ما. ونادراً ما يتطرق للشؤون الإنسانية. فالشؤون الإنسانية معقدة بشدة.

### علم النفس
وقد أحدثت إسهامات تشومسكي في مجال اللسانيات تأثيرات عميقة على علم النفس الحديث. تعد اللسانيات بالنسبة لتشومسكي فرع عن علم النفس المعرفي، فالرؤى الأصيلة للسانيات تعبر عن فهم ذهني لجوانب العملية العقلية والطبيعة الإنسانية . وقد اعتُبرت نظريته في النحو الكلي كتحد مباشر للنظريات السلوكية المتبعة والتي كان لها تأثير عظيم لفهم الطريقة التي يفهم بها الأطفال اللغة وماهي بالضبط قدرتهم على استخدام اللغة .
في عام 1959 نشر تشومسكي نقد مؤثر لكتاب سكينر «السلوك اللفظي» والذي يعرض فيه الكاتب اعتبار نظري للغة من وجهة وظيفية وسلوكية. وعرف «السلوك اللفظي» بأنه سلوك مكتسب له عواقب مميزة تصل عن طريق سلوك الآخرين المكتسب. مما يجعل وجهة نظر السلوك التواصلي أكبر بكثير من تلك التي يتناولها علماء اللسانيات. ويركز نهج سكينر على الظروف التي تستخدم فيها اللغة، فمثلاً طلب الماء لها استجابة مختلفة وظيفياً عن تصنيف شيء ما على أنه الماء، أو الرد على شخص يطلب الماءً..الخ. وهذه الاستجابات المختلفة وظيفياً والتي تتطلب بالمقابل تفسيرات منفصلة تتعارض بحدة مع الآراء التقليدية للغة ومع نهج تشومسكي في اللسانيات النفسية. واعتقد تشومسكي بأن هذه التفسير الوظيفي والذي يتقيد بأسئلة الأداء الوظيفي يتجاهل الأسئلة المهمة. (تشومسكي، اللغة والعقل 1968) وركز على أسئلة تتعلق بتشغيل وتطوير البنى لتراكيب قابلة لتنظيم إبداعي مترابط وموائم يقوم بجمع الكلمات والجمل في طرح واضح ومفهوم.
وأكد تشومسكي أن التطبيق العلمي للمبادئ السلوكية من البحوث الحيوانية تفتقر بشدة لتفسير كافي، ويعتبر سطحي بالنسبة للسلوك اللفظي الإنساني، وذلك لأن النظرية التي تقيد نفسها بظروف خارجية وبما تم تعلمه لايمكن أن تأخذ النحو التوليدي بالاعتبار. استشهد تشومسكي بأمثلة كاكتساب الأطفال السريع للغة، بما في ذلك قدرتهم المتطورة بسرعة على تكوين الجمل النحوية، واستخدام اللغة الإبداعي عالمياً من الناطقين الأصليين المتمكنين لتسليط الضوء على الطرق التي أشار إليها سكينر أعطت مثالاً على قلة تحديد النظرية وبالدليل. وقد دافع تشومسكي عن أنه لفهم السلوك اللفظي الإنساني مثل الجوانب الإبداعية في استخدام اللغة وتطوير اللغة، فعلى الفرد أولاً أن يسلم بوجود موهبة وراثية لغوية. وأما بالنسبة للافتراض بأن جوانب مهمة في اللغة هي نتاج للقدرة الفطرية الكلية، فهو يتعارض مع آراء سكينر المتطرفة حول السلوك.
وفي عام 1959 أثار رأي تشومسكي انتقادات العديد من النقاد والذي كان أشهرهم نقد كينيث ماكوروكوديل في 1970 عن رأي تشومسكي حول السلوك اللفظي لسكينر (مجلة التحليل التجريبي للسلوك، مجلد 13، صفحة 38-99) وجرى تحديث حجة ماكوروديلا وتوسيعها من جوانب مهمة من قبل نيثان ستيمر في ورقته عام 1990 والتي كانت حول «السلوك اللفظي لسكينر وقراءة تشومسكي له والعقلانية (مجلة التحليل التجريبي للسلوك، مجلد 54، صفحة 307-319)» هذه الانتقادات وأخرى شبيهة أثارت نقاط معينة لم تكن مدركة خارج السلوك النفسي، مثل الإدعاء بأن تشومسكي لم يملك فهم كافي ودقيق لعلم النفس السلوكي بشكل عام ولا الاختلافات بين مدرسة سكينر السلوكية والأنواع الأخرى، وبالتالي هناك من يقول بأنه قام بعدة أخطاء خطيرة. وتبعاً لتلك المشاكل المفترضة فيدعي النقاد بأن قراءته فشلت في إثبات ماتم الاستشهاد بالقيام به. وعلى هذا النحو، فقد أشاروا بأن معظم أولئك الذين تأثروا بورقة تشومسكي إما أنهم موافقون لحد كبير لتشومسكي أو أنهم لم يقرؤها أبداً. وتم انتقاد قراءته أيضاً نظراً لإساءة تقديم أعمال سكينر والآخرين من خلال الاقتباس مما هو خارج السياق. وقد أصر تشومسكي بأن قراءته التي كانت موجهة لعلم النفس السلوكي لسكنر «قد استُخدمت في تجريبية كواين وتجنيس الفلسفة».
وأيضا اُدعي بأن نقد تشومسكي لمنهجية سكنر والافتراضات الأساسية مهدت الطريق «للثورة المعرفية» وهو التحول في علم النفس الأمريكي من الخمسينات حتى السبعينات من كونها سلوكية في المقام الأول إلى كونها معرفية. وأوضح تشومسكي في اللسانيات الديكارتية وأعماله اللاحقة التفسير لكليات اللغة البشرية التي صارت نموذجاً للبحث في بعض جوانب علم النفس. والكثير من التصور الحالي لكيفية عمل العقل مستمدة بشكل مباشر من الأفكار التي وجدت تشومسكي مؤلفها الأول في العصر الحديث.
وكانت ثلاثُ أفكارٍ رئيسيةٍ حسب تشومسكي. الأولى أن العقل «إدراكي» أو أنه يحتوي على حالات ذهنية ومعتقدات وشكوك وغيرها. والثانية أنّ أهم خصائص اللغة والعقل فطرية. واكتساب وتطور اللغة هو نتيجة لانكشاف الميول الفطرية التي أحدثتها المدخلات التجريبية للبيئة الخارجية . والصلة بين الموهبة الإنسانية الفطرية والوراثة كانت هي جوهر جدال نعوم تشومسكي وجان بياجيه في دير ريمونت في عام 1975 (اللغة والتعلم. الجدال بين جين بياجيت ونعوم تشومسكي، مطبعة جامعة هارفارد، 1980) ولانزال بعيدين عن فهم الأسباب الوراثية للغة الإنسانية حتى وإن أُثير موضوع الروابط بين الجينات الوراثية والفطرة لتعلم اللغة في ذلك الوقت وبنقاشات لاحق. وأمّا العمل المستمد من نموذج الاستقرار الانتقائي للتشابك العصبي فقد شكله جين بير شانقوكس وفيليب كوراج وانتونيو دانشين  ومؤخراً طوّرها جاكوس مهلر وستانيسلاس دهرين في المجال النظري والتجريبي وخصوصاً في مجال دعم نظرية اتشومسكي «الفطرية» بلإدراك العددي. وعلى كل حال فهي لم تزود بتلميحات حول أنواع القواعد التي قد تنظم صلات عصبية تسمح بكفاءة لغوية. وقد وسع علماء نفس لاحقون أطروحته حول «الفطرية» بشكل يتجاوز اللغات . وأخيراً قدم تشومسكي نظرية «القَالَبية Modularity» وهي سمة هامة للبنية الإدراكية للعقل. حيث يتألف العقل من مجموعة متفاعلة ومتخصصة من القوالب الفرعية بتدفقات محدودة من الاتصال البيني. ويتعارض هذا النموذج بشدة مع الفكرة القديمة والتي تقوم على أنه يمكن الوصول إلى أي معلومة في العقل من خلال أي عملية معرفية أخرى (فالخداع البصري، على سبيل المثال، لا يمكن «إيقافه» حتى عندما يُدرك بأنها خدعة).

## تخصصاته الأخرى
كان تشومسكي نشطًا في عدد من المجالات الفلسفية، بما في ذلك فلسفة العقل وفلسفة اللغة وفلسفة العلوم. يُعزى إليه الفضل في الدخول إلى «الثورة المعرفية» في هذه المجالات، والتحول الفكري المهم في نموذج رفض الوضعانية المنطقية والمنهجية الفلسفية السائدة في ذلك الوقت، وقد أعاد تشومسكي صياغة طريقة تفكير الفلاسفة في اللغة والعقل. نظر تشومسكي إلى الثورة المعرفية على أنها متجذرة في المُثُل العقلانية في القرن السابع عشر. إن اعتقاده بفكرة احتواء العقل على بنى أساسية لفهم اللغة والإدراك والفكر يرتبط بشكل أكبر بالعقلانية (التنوير والافكار الديكارتية) من ارتباطه بالسلوك. أطلق على أحد أعماله الرئيسية اللغويات الديكارتية: قسم يتحدث عن تاريخ الفكر العقلاني (1966). يُعرف تشومسكي في فلسفة اللغة بشكل خاص بانتقاده مفهوم الإسناد والمعنى في اللغة البشرية وأفكاره حول طبيعة التمثيل العقلي ووظيفته.
كان نقاش تشومسكي الشهير عام 1971 حول الطبيعة الإنسانية مع الفيلسوف الفرنسي ميشال فوكو رمزيًا بسبب اعتبار تشومسكي فيلسوفًا تحليليًا مقارنةً بفوكو الذي يُعتبر فيلسوفًا قويًا في الفلسفة القارية. أظهر النقاش ما بدا أنه اختلافات لا يمكن التوفيق بينها وبين فيلسوفين أخلاقيين وفكريين لامعين في القرن العشرين. كان موقف فوكو هو موقف النقد، وقال إنه لا يمكن تعريف الطبيعة البشرية ضمن شروط غير ملموسة لتقديم شرح لها، بينما رأى تشومسكي أن الطبيعة البشرية تحمل صفات عالمية كمعيار مشترك للعدالة الأخلاقية مستنتج من خلال العقل بناءً على ما يخدم الضرورة الإنسانية. انتقد تشومسكي فلسفةَ ما بعد الحداثة والفلسفة الفرنسية عمومًا، بحجة أن الكلام الغامض لفلاسفة ما بعد الحداثة والفلاسفة اليساريين يوفر القليل من المساعدة للطبقات العاملة. ناقش أيضًا الفلاسفةَ التحليليين مثل تايلر برج، ودونالد ديفيدسن، ومايكل دوميت، وشاول كريبك، وتوماس ناغل، وهيلاري بوتنام، وَويلارد فان أورمان كواين، وجون سورل.
تمتد مساهمات تشومسكي عبر التاريخ الفكري والعالمي بما في ذلك تاريخ الفلسفة. تُعتبر السخرية سمة متكررة في كتاباته، لأنه أشار في أغلب الأحيان إلى أن قراءه يعرفون جيدًا، ما يجعلهم أكثر فهمًا لصحة ادعاءاته.

## الجدال
عُرف تشومسكي بالدفاع والنقاش بقوة عن آرائه التي اعتقدها في الفلسفة واللسانيات والسياسة والاجتماع . وقد خاض نقاشات عدة ومنهم مع جان بياجيه  وميشيل فوكو  وويليام باكلي  وكريستوفر هيتشنز  وجورج لاكوف  وريتشارد بيرل  وهيلاري پوتنام  وويلارد كوين  وألان ديرشوتز. وقال أحد المعلقين على قدرة تشومسكي الحوارية "إن جرأته وصراحته تُغضب المعارضين" فالمجتمع الأكاديمي يزخر بالنقاد الذي جعلوا من أنفسهم حمقى لمجرد القضاء عليه. ورداً على قولهم بأنه ممل أثناء حديثه فقد قال تشومسكي " أنا متحدث ممل وأحب تلك الطريقة " وأشك في أن الأشخاص ينجذبون للشخص أياً كانت شخصيته ... فالأشخاص يهتمون بالقضايا وهم يفعلون ذلك لأنها مهمة ."  "ونحن لانريد أن نتأثر بالأساليب السطحية تبعاً للعاطفة وغيرها".

## التأثير
استُخدمت نماذج تشومسكي كأساس نظري في مجالات دراسة متنوعة . ويُدرس تسلسل تشومسكي الهرمي غالباً في المقررات الرسمية لعلوم الحاسب لأنها تعطي نظرة ثاقبة على مختلف أنواع اللغات الصورية . ومن الممكن أن يُناقش هذا التسلسل في سياق الرياضيات  وله اهتمام واضح من قبل علماء الرياضيات وخاصة المهتمين بالتوافقيات. وتستمد بعض الجدالات في علم النفس التطوري من نتائج أبحاثه.
واستخدم نيلس يرني -الحائز على جائزة نوبل في الطب وعلم وظائف الأعضاء- نموذج تشومسكي التوليدي لشرح نظام المناعة البشري معادلاً «مكونات النحو التوليدي.. مع خصائص متنوعة من بنيات البروتين» وكانت محاضرة جيرن ستوكهولم لنوبل بعنوان «النحو التوليدي في نظام المناعة».
نيم تشيمبسكي الشمبانزي الذي كان موضوع دراسة اكتساب اللغة للحيوان في جامعة كولومبيا والذي سمي تيمناً بتشومسكي في إشارة إلى رأيه في اكتساب اللغة كقدرة فريدة للإنسان .
واعترف عالم الحاسوب دونالد كانوث بقراءته «البنى التركيبية» خلال شهر العسل وتأثر به بشكل عظيم . «ويجب أن أعترف بأخذي نسخة من كتاب تشومسكي معي أثناء رحلتي لشهر العسل في عام 1961 .. وهناك وجدت أمراً مدهشاً : نظرية رياضية للغة ومن الممكن من خلالها أن أستخدم حدس مبرمج الحاسوب» 

## الحياة الشخصية
وأشار كاتب السير روبرت بيرسكي أن تشومسكي «يملك شعور عميق بالمسؤولية الاجتماعية والأكاديمية» ويعد «شخصاً منتجاً بشدة».

## إنجازاته الأكاديمية وجوائزه وتكريماته
قدم محاضرات جون لوك في جامعة اكسفورد (1969)، محاضرة برتراند رسل التذكارية في جامعة كامبريدج (1972)، محاضرة في ذكرى نيهرو في نيودلهي (1977)، محاضرة هوزينجا في ليدن، محاضرات ماسي في جامعة تورنتو بعنوان «أوهام ضرورية: التحكم في الفكر في المجتمعات الديموقراطية» في (1988)، محاضرة ديفي التذكارية عن الحرية الأكاديمية في كيب تاون في (1997)  وغيرها .
وحصل تشومسكي على عدد من الدرجات الفخرية من جامعات حول العالم ومن ضمنها :
- جامعة لندن
- جامعة شيكاغو
- Loyola University Chicago
- Swarthmore College
- جامعة دلهي
- Bard College
- University of Massachusetts Amherst
- جامعة بنلسيلفانيا
- Georgetown University
- Amherst College
- جامعة كامبردج
- University of Colorado[178]
- University of Buenos Aires
- McGill University
- Rovira i Virgili University
- Columbia University
- Villanova University
- University of Connecticut
- University of Maine
- Scuola Normale Superiore di Pisa
- University of Western Ontario
- University of Toronto
- Harvard University
- University of Chile
- University of Bologna
- University of La Frontera
- University of Calcutta
- National University of Colombia
- Vrije Universiteit Brussel
- Santo Domingo Institute of Technology
- Uppsala University
- National and Kapodistrian University of Athens
- University of Cyprus
- Commencement at CCSU|Central Connecticut State University
- National Autonomous University of Mexico (UNAM)
- Peking University[179]
- National Tsing Hua University[180]

وهو عضو في الأكاديمية الأمريكية للفنون والعلوم، والأكاديمية الوطنية للعلوم والجمعية الأمريكية للفلسفة. وإضافة لذلك فهو عضو لجمعيات مهنية ودراسية في الولايات المتحدة والخارج كما حصل على جائزة الإسهام العلمي المتميز في منظمة علم النفس الأمريكي وجائزة كيوتو في العلوم الأساسية ووسام هيلموهلتز وجائزة دورثي الدريج لصانع السلام ووسام بنجامين فرانكلين للحاسب الآلي والعلوم المعرفية في عام 1999، وغيرها. وفاز مرتين في جائزة ارويل الممنوحة من المجلس الوطني لأساتذة اللغة الإنجليزية وذلك «لإسهاماته المتميزة لصدقه ووضوحه في اللغة العامة» (في عام 1987 و1989) 
وهو كذلك عضو في الأكاديمية الصربية للعلوم والفنون في قسم العلوم الاجتماعية .
وحصل تشومسكي في عام 2005 على زمالة فخرية من الجمعية الأدبية والتاريخية. أما في عام 2007 تلقى تشومسكي الدكتوراه الفخرية من جامعة أبسالا أثناء الاحتفال بكارولوس لينيوس. وحصل في فبراير 2008 على الميدالية الرئاسية من جمعية الأدب والمناظرات في الجامعة الوطنية في أيرلندا في غالواي. ومنذ عام 2009 وهو عضو فخري في الرابطة الدولية للمترجمين المحترفين .
وحصل على جائزة إريك فروم في عام 2010 في شتوتغارت في ألمانيا. وفي أبريل 2010 أصبح العالم الثالث الذي يستلم من جامعة ويسكونسن جائزة لإسهاماته النقدية.
وحصل تشومسكي على رقم 4 تبعاً لإيردو.
وتم التصويت لتشومسكي كقائد للمثقفين الأحياء في استطلاع حول المثقفين العالميين في عام 2005 التي أجرتها مجلة بروسبكت البريطانية وكانت ردة فعله حول ذلك «لا ألقي كثير من الاهتمام حول استطلاعات الرأي»  وفي قائمة التي أعدتها مجلة نيو ستيتمنت في عام 2006 تم التصويت له ليكون بالمرتبة السابعة من «أبطال عصرنا».
وكرس الممثل فيجو مورتينسين مع عازف الجيتار بوكيثيد ألبومهم لعام 2006 لتشومسكي بعنوان بان «صخب من أمريكا» 
وفي الثاني والعشرون من يناير في عام 2010 قُدم حفل تكريمي لتشومسكي في قاعة كريسج في معهد ماساتشوستس للتكنولوجيا. وحضر الحفل تشومسكي ومجموعة من عائلته وأصدقائه وتم تأليف الموسيقى من قبل ادوارد مانوكي وألقى زملاء تشومسكي الخطابات بمن فيهم ديفيد بيستسكي وجينارو رئيس قسم اللسانيات من جامعة هارفارد.
وفي جون 2011 حصل تشومسكي على جائزة سيدني للسلام وذلك «لشجاعته التي لاتفتر وتحليله النقدي للسلطة وتعزيز حقوق الإنسان».
وفي 2011 قُدم تشومسكي لقاعة الأنظمة الذكية للمشاهير وذلك «لإسهاماته المهمة في مجال الذكاء الصناعي والأنظمة الذكية».

## مؤلفات
ألّف تشومسكي أكثر من مئة كتاب حول اللغة ووسائل الإعلام والسياسة والحروب، أهمها كتاب صدر العام 1966 بعنوان "مواضيع في نظرية القواعد التوليدية"، و"اللغة والعقل" العام 1968. وأصدر العام 1969 أول كتاب سياسي بعنوان "سلطة أميركا والبيروقراطيين الجدد" باللإضافة إلى:
- الدول الفاشلة إساءة استخدام القوة والتعدي على الديمقراطية
- قراصنة وأباطرة الإرهاب الدولي في العالم الحقيقي
- الربح مقدما على الشعب
- الحادي عشر من سبتمبر
- اللغة ومشكلات المعرفة
- سنة الغزو مستمر
- النظام العالمي القديم والجديد
- ماذا يريد العم سام
- آفاق جديدة في دراسة اللغة والعقل
- أشياء لن تسمع بها أبدا
- الدولة المارقة
- حياة منشق
- هيمنة الإعلام
- القوة والإرهاب

## أفلام
- صناعة الإذعان: نعوم تشومسكي والإعلام (1992)
- قيم مشوهة - حرب أمريكا ضد الإرهاب؟، المخرج: جون جانكرمان، اليابان 2003
- نعوم تشومسكي: ثائر دون تردد (تلفزيون)، المخرج: ويل باسكو، 2003
- المؤسسة (2003)

## وصلات خارجية
- نعوم تشومسكي على موقع أرشيف الشارخ.
- Noam Chomsky homepage
- نعوم تشومسكي على موقع IMDb (الإنجليزية)
- نعوم تشومسكي على موقع الموسوعة البريطانية (الإنجليزية)
- نعوم تشومسكي على موقع مونزينجر (الألمانية)
- نعوم تشومسكي على موقع ميوزك برينز (الإنجليزية)
- نعوم تشومسكي على موقع أول موفي (الإنجليزية)
- نعوم تشومسكي على موقع إن إن دي بي (الإنجليزية)
- نعوم تشومسكي على موقع أول ميوزيك (الإنجليزية)
- نعوم تشومسكي على موقع ديسكوغز (الإنجليزية)
- نعوم تشومسكي على موقع قاعدة بيانات الفيلم (الإنجليزية)
- Noam Chomsky at Zmag
- Talks by Noam Chomsky at A-Infos Radio Project  [لغات أخرى]‏
- Chomsky media files at the أرشيف الإنترنت